# Chevigney-sur-l'Ognon
Chevigney-sur-l'Ognon is een gemeente in het Franse departement Doubs (regio Bourgogne-Franche-Comté) en telt 247 inwoners (2005). De plaats maakt deel uit van het arrondissement Besançon.

## Geografie
De oppervlakte van Chevigney-sur-l'Ognon bedraagt 4,6 km², de bevolkingsdichtheid is 53,7 inwoners per km².

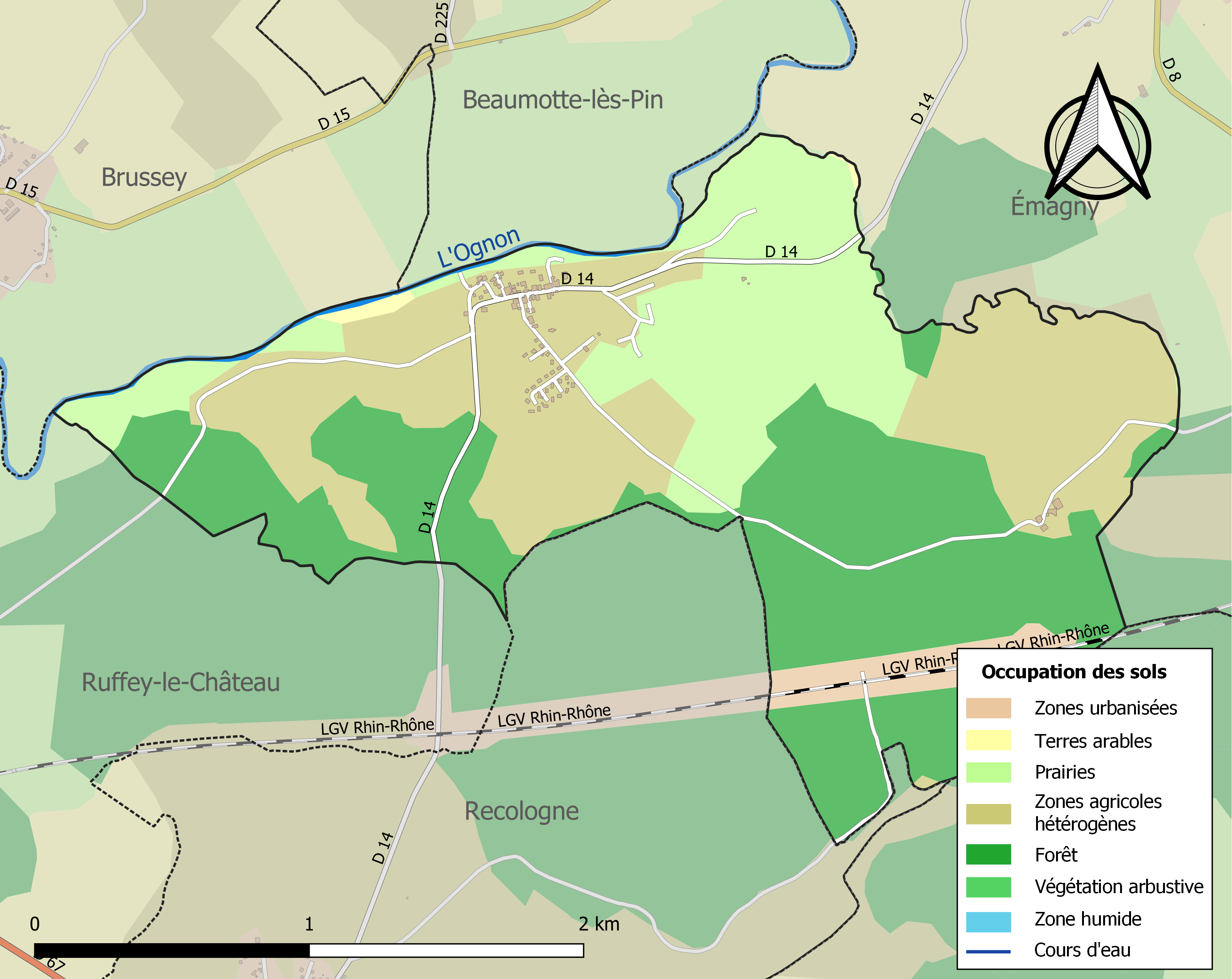
Kaart van de gemeente met de belangrijkste infrastructuur, bodemgebruik en omliggende gemeenten

## Demografie
Onderstaande figuur toont het verloop van het inwonertal (bron: INSEE-tellingen).